# Coluber largeni
Coluber largeni — вид змій родини полозові (Colubridae), описаний у 2001 році. Ці полози поширені на островах Дахлак у Червоному морі, що належать Еритреї.